# General Levalle
General Levalle é um município da província de Córdova, na Argentina.